# 2014-es előrehozott grönlandi választások
2014. november 28-án előrehozott parlamenti választásokat tartottak Grönlandon, miután a miniszterelnök, Aleqa Hammond sikkasztási botrányba keveredett, így le kellett mondania. A választásokon Kim Kielsen, a megtépázott hírnevű Siumut párt jelöltje nyerte a szavazatok 42,8 százalékával, így a Siumut 3 helyet elbukott.

## Eredmények
| Párt                                | Szavazat | %    | Helyek | +/– |
| ----------------------------------- | -------- | ---- | ------ | --- |
| Siumut                              | 10,102   | 34.6 | 11     | –3  |
| Inuit Ataqatigiit                   | 9,776    | 33.5 | 11     | 0   |
| Democrats                           | 3,468    | 11.9 | 4      | +2  |
| Partii Naleraq                      | 3,423    | 11.7 | 3      | Új  |
| Solidarity                          | 1,919    | 6.6  | 2      | 0   |
| Inuit Party                         | 477      | 1.6  | 0      | –2  |
| Független jelöltek                  | 22       | 0.1  | 0      | 0   |
| Egyéb pártok                        | 301      | –    | –      | –   |
| Összes szavazat                     | 29,488   | 100  | 31     | 0   |
| Összes választásra jogosult személy | 40,424   | 72.9 | –      | –   |
|                                     |          |      |        |     |

A választások után a Siumut és az Inuit Ataqatigiit pártok is 11-11 helyet szereztek meg a 31-ből. Végül nagykoalíciós kormány jött létre, az Inuit Ataqatigiit nélkül, a Siumut, a Szolidaritás párt és a Demokrata Párt részvételével, amelyek együttesen 17 hellyel (kb. 55%) rendelkeznek a 31 tagú parlamentben.

## Fordítás
Ez a szócikk részben vagy egészben  a   Greenlandic general election, 2014 című angol Wikipédia-szócikk fordításán alapul.  Az eredeti cikk szerkesztőit annak laptörténete sorolja fel. Ez a jelzés csupán a megfogalmazás eredetét és a szerzői jogokat jelzi, nem szolgál a cikkben szereplő információk forrásmegjelöléseként.